# Hillsong Young & Free
Hillsong Young & Free o (Hillsong Y&F) es un grupo musical de jóvenes en el género de adoración cristiana contemporánea originarios de Sídney (Australia), donde empezaron a hacer música cristiana en 2012 en la iglesia Hillsong. Han lanzado cuatro álbumes en vivo, We Are Young & Free (2013), Youth Revival (2016),III Live (2018) y All of my best friends (2020), así como cuatro álbumes de estudio, Youth Revival Acoustic (2017), III (2018), III (Studio Sessions ) (2019) y III (reinventado) (2019). Además, el grupo ha lanzado dos obras extendidas, This Is Living (2015) y We Are Young & Free (The Remixes) - EP (2015).

## De fondo
El grupo se formó en 2012 en Sídney, Australia, donde estaban ubicados en la Iglesia Hillsong. Sus miembros son líderes de adoración, Aodhan King, Alexander Pappas, Tyler Douglass, Renee Sieff, Ben Tan y Melodie Wagner. Hillsong United [lanzado en 1998], el grupo original, comenzó cuando los miembros eran todos relativamente jóvenes, porque se inició como parte del ministerio juvenil en la Iglesia Hillsong. A medida que evolucionaron y comenzaron a madurar, tener familias propias y asumir la edad adulta, muchas personas en la iglesia sintieron la necesidad de un nuevo grupo que dirija su mensaje a las personas más jóvenes con un sonido nuevo y estimulante.

## Historia
Hillsong Young & Free lanzó su primer álbum en vivo, We Are Young & Free, el 1 de octubre de 2013.  El álbum debutó y alcanzó el número 6 en la lista de álbumes de ARIA en Australia, [8] también en varias listas de la revista Billboard en los Estados Unidos, alcanzando el número 22 en el Billboard 200 y el número 1 en la lista de álbumes cristianos.  Su posterior lanzamiento, una obra extendida, This Is Living, fue lanzada el 11 de enero de 2015. El lanzamiento figuraba en el Billboard 200 en el número 38 y el número 1 en la lista de álbumes cristianos. Su segundo álbum, The Remixes, fue lanzado el 4 de diciembre de 2015. El segundo álbum en vivo, Youth Revival, fue lanzado el 26 de febrero de 2016. El 6 de diciembre de 2016, se anunció que Hillsong Young y Free serían nominados para un premio Grammy en la categoría Mejor álbum de música cristiana contemporánea por su último álbum Youth Revival. Hillsong Young y Free aparecieron en la canción, "Marching On", del álbum de Rend Collective, Good News, que se lanzó el 19 de enero de 2018

## Miembros

### Actuales[17]
- Aodhan King
- Alexander Pappas
- Tyler Douglass
- Renee Sieff
- Ben Tan
- Melodie Wagner-Mäkinen
- Brendan Tan
- Laura Toggs (or Toganivalu)
- Alexander Epa Iosefa
- Tom Furby
- Karina Savage
- Jack McGrath
- Tracy Pratt

### Antiguos[17]
- Taya Smith-Gaukrodger

## Premios
El 6 de diciembre de 2016, se anunció que Hillsong Young & Free serían nominados para un Premio Grammy en la categoría de Mejor Álbum de Música Cristiana Contemporánea por su último álbum Youth Revival.

## Discografía

### Álbumes
| Título                            | Detalles de álbum                                                   | Tabla de posiciones | Tabla de posiciones | Tabla de posiciones |
| Título                            | Detalles de álbum                                                   | AUS                 | EE.UU               | USChr               |
| --------------------------------- | ------------------------------------------------------------------- | ------------------- | ------------------- | ------------------- |
| We Are Young & Free               | - Lanzamiento: 1 de octubre de 2013 - Formatos: CD, descarga        | 6                   | 22                  | 1                   |
| Youth Revival                     | - Lanzamiento: 26 de febrero de 2016 - Formatos: CD, DVD, descarga  | 3                   | 45                  | 2                   |
| Youth Revival Acoustic            | - Lanzamiento: 24 de febrero de 2017 - Formatos: CD, DVD, descarga  | 37                  | —                   | 24                  |
| III                               | - Lanzamiento: 29 de junio de 2018 - Formatos: CD, descarga         | 12                  | 131                 | 2                   |
| III (Live at Hillsong Conference) | - Lanzamiento: 2 de noviembre de 2018 - Formatos: CD, DVD, descarga | 50                  | —                   | 40                  |
| III (Studio Sessions)             | - Lanzamiento: 5 de abril de 2019 - Formatos: Descarga              | —                   | —                   | —                   |
| III (Reimagined)                  | - Lanzamiento: 6 de septiembre de 2019 - Formatos: CD, descarga     | —                   | —                   | —                   |
| All Of My Best Friends            | - Lanzamiento: 28 de agosto de 2020 - Formatos: CD, DVD, descarga   | —                   | —                   | 14                  |
| Todos Mis Mejores Amigos          | - Lanzamiento: 15 de enero de 2021 - Formatos: Descarga             | —                   | —                   | —                   |
| All Of My Best Friends (Acoustic) | - Lanzamiento: 12 de febrero de 2021 - Formatos: Descarga           | —                   | —                   | —                   |

### EPs
| Título                                     | Detalles de álbum                                                                | Tabla de posiciones | Tabla de posiciones | Tabla de posiciones |
| Título                                     | Detalles de álbum                                                                | AUS                 | EE.UU               | USChr               |
| ------------------------------------------ | -------------------------------------------------------------------------------- | ------------------- | ------------------- | ------------------- |
| This is Living                             | - Lanzamiento: 11 de enero de 2015 - Formatos: CD, descarga digital              | —                   | 38                  | 1                   |
| We Are Young & Free: The Remixes [EP]      | - Lanzamiento: 4 de diciembre de 2015 - Formatos: CD, descarga digital           | 83                  | —                   | 31                  |
| Todos Mis Mejores Amigos                   | - Lanzamiento: 18 de septiembre de 2020 - Formatos: Descarga digital             | —                   | —                   | —                   |
| Get To The Den                             | - Lanzamiento: 6 de noviembre de 2020 - Formatos: Descarga digital, Video Visual | —                   | —                   | —                   |
| Wish We Were All Together...But Until Then | - Lanzamiento: 20 de noviembre de 2020 - Formatos: Descarga digital              | —                   | —                   | —                   |
| Only Ever Jesus                            | - Lanzamiento: 24 de noviembre de 2020 - Formatos: Descarga digital              | —                   | —                   | —                   |
| One Way Ticket To Vibe Island              | - Lanzamiento: 27 de noviembre de 2020 - Formatos: Descarga digital              | —                   | —                   | —                   |
| Out Here On A Friday/Where It Began        | - Lanzamiento: 30 de julio de 2021 - Formatos: Descarga digital                  | —                   | —                   | —                   |
| Phenomena (DA DA): Remixes                 | - Lanzamiento: 28 de enero de 2022 - Formatos: Descarga digital                  | —                   | —                   | —                   |
| Out Here On A Friday (Acoustic)            | - Lanzamiento: 18 de febrero de 2022 - Formatos: Descarga digital                | —                   | —                   | —                   |

### Sencillos
| Año  | Título                                      | Posiciones máximas del gráfico | Posiciones máximas del gráfico | Posiciones máximas del gráfico | Posiciones máximas del gráfico | Posiciones máximas del gráfico | Álbum                                    |
| Año  | Título                                      | US Christ.                     | US Christ. Air.                | US Christ. Digital             | NZ Hot                         | Aus Christ. Air.               | Álbum                                    |
| ---- | ------------------------------------------- | ------------------------------ | ------------------------------ | ------------------------------ | ------------------------------ | ------------------------------ | ---------------------------------------- |
| 2013 | "Alive"                                     | 19                             | 20                             | 5                              | —                              | —                              | We Are Young & Free                      |
| 2013 | "Wake"                                      | 22                             | 30                             | 2                              | —                              | 6                              | We Are Young & Free                      |
| 2013 | "Vivo Estás (Alive)"                        | —                              | —                              | —                              | —                              | —                              | We Are Young & Free                      |
| 2014 | "The Stand"                                 | —                              | —                              | —                              | —                              | —                              | sencillos que no pertenecen al álbum     |
| 2015 | "Noel"                                      | 40                             | 32                             | 23                             | —                              | —                              | sencillos que no pertenecen al álbum     |
| 2015 | "This Is Living" (featuring Lecrae)         | 16                             | 29                             | 9                              | —                              | 1                              | This Is Living (EP)                      |
| 2015 | "Where You Are"                             | 16                             | 25                             | 17                             | —                              | 1                              | Youth Revival                            |
| 2016 | "Real Love"                                 | 27                             | 35                             | 44                             | —                              | 1                              | Youth Revival                            |
| 2016 | "Falling Into You"                          | 29                             | 23                             | —                              | —                              | 1                              | Youth Revival                            |
| 2017 | "Love Won't Let Me Down"                    | 22                             | 30                             | 11                             | —                              | 1                              | III (Three)                              |
| 2018 | "P E A C E"                                 | 20                             | —                              | 8                              | —                              | 15                             | III (Three)                              |
| 2018 | "Let Go"                                    | 23                             | 31                             | 23                             | —                              | 1                              | III (Three)                              |
| 2018 | "Just Jesus"                                | 37                             | —                              | —                              | —                              | —                              | III (Three)                              |
| 2019 | "Heart of God"                              | 46                             | 39                             | —                              | —                              | —                              | III (Three)                              |
| 2019 | "Every Little Thing" (featuring Andy Mineo) | —                              | 48                             | —                              | —                              | 1                              | III (Reimagined)                         |
| 2020 | "Best Friends"                              | 26                             | 50                             | 20                             | 30                             | 1                              | All of My Best Friends                   |
| 2020 | "Hay Otra Salida (Best Friends)"            | —                              | —                              | —                              | —                              | —                              | Todos Mis Mejores Amigos                 |
| 2020 | "Lord Send Revival"                         | 49                             | —                              | —                              | —                              | —                              | All of My Best Friends                   |
| 2020 | "Never Have I Ever"                         | 36                             | 47                             | —                              | —                              | 1                              | All of My Best Friends                   |
| 2020 | "World Outside Your Window"                 | —                              | —                              | —                              | —                              | —                              | All of My Best Friends                   |
| 2020 | "As I Am"                                   | —                              | —                              | —                              | —                              | —                              | All of My Best Friends                   |
| 2020 | "Uncomplicated"                             | 41                             | —                              | —                              | —                              | —                              | All of My Best Friends                   |
| 2020 | "Indescribable"                             | —                              | —                              | —                              | —                              | 1                              | All of My Best Friends                   |
| 2021 | "Phenomena (DA DA)"                         | 46                             | —                              | —                              | —                              | —                              | Out Here On a Friday Where It Began (EP) |

### Otras posiciones de canciones
| Año  | Título         | Tabla de posiciones | Tabla de posiciones | Álbum               |
| Año  | Título         | US Christ.          | US Christ. Digital  | Álbum               |
| ---- | -------------- | ------------------- | ------------------- | ------------------- |
| 2013 | "Back to Life" | —                   | 38                  | We Are Young & Free |
| 2015 | "Sinking Deep" | 28                  | 44                  | This Is Living (EP) |
| 2015 | "Energy"       | 35                  | —                   | This Is Living (EP) |
| 2015 | "Pursue"       | 34                  | —                   | This Is Living (EP) |
| 2016 | "To My Knees"  | 37                  | —                   | Youth Revival       |
| 2018 | "First Love"   | 48                  | —                   | III (Three)         |

### Canciones destacadas
- "Relentless (Young & Free Remix)" (2014) / Hillsong UNITED – The White Album
- "Alive" (2014) / Hillsong Worship – No Other Name (only DVD)
- "Sinking Deep" (2014) / Hillsong Worship – No Other Name (only DVD)
- "This Is Living" (2015) / Hillsong Worship – Open Heaven / River Wild (digital deluxe edition and DVD)
- "Pursue/All I Need Is You" (2015) / Hillsong Worship – Open Heaven / River Wild (digital deluxe edition and DVD)
- "Marching On (featuring Hillsong Young & Free)" (2018) / Rend Collective – Good News

### Videos musicales
- "Alive" (2013)
- "Wake" (2013)
- "Back to Life" (2013)
- "Gracious Tempest" (special performance) (2014)
- "This Is Living" (2015)
- "Where You Are" (2016)
- "Real Love" (2016)
- "Falling Into You" (2016)
- "Love Won't Let Me Down" (2017)
- "P E A C E" (2018)
- "Let Go" (2018)